# Jump (пісня Flo Rida)
«Jump» — сингл Flo Rida, виконаний з Неллі Фуртаду, з альбому «R.O.O.T.S.». Випущений 17 липня 2009 року лейблом Poe Boy & Atlantic.

## Список композицій
Японський digital-сингл
1. Jump (Let's Go Ichiro Suzuki Remix)

## Історія релізів
| Регіон          | Дата           | Формат                     |
| --------------- | -------------- | -------------------------- |
| Австралія       | 17 липня 2009  | Digital download           |
| Світ            | 28 липня 2009  | Digital download           |
| Велика Британія | 10 серпня 2009 | CD-сингл                   |
| Японія          | 19 серпня 2009 | Digital download           |
| Німеччина       | 16 жовтня 2009 | CD-сингл, digital download |